# Kanton Bonneval
Kanton Bonneval (francouzsky Canton de Bonneval) je francouzský kanton v departementu Eure-et-Loir v regionu Centre-Val de Loire. Tvoří ho 20 obcí.

## Obce kantonu
- Alluyes
- Bonneval
- Bouville
- Bullainville
- Dancy
- Flacey
- Le Gault-Saint-Denis
- Meslay-le-Vidame
- Montboissier
- Montharville
- Moriers
- Neuvy-en-Dunois
- Pré-Saint-Évroult
- Pré-Saint-Martin
- Saint-Maur-sur-le-Loir
- Sancheville
- Saumeray
- Trizay-lès-Bonneval
- Villiers-Saint-Orien
- Vitray-en-Beauce